# Fundación Universitaria del Bages
La Fundación Universitaria del Bages (FUB) es una institución privada cuyo objetivo principal es garantizar una oferta de estudios universitarios en las comarcas centrales de Cataluña, de acuerdo con criterios de calidad, adecuación a las necesidades del mercado de trabajo y equilibrio territorial del sistema universitario de Cataluña. Nació en 1986 e inició su actividad académica en 1990, con la creación de la Escuela Universitaria de Enfermería. Está ubicada en la localidad de Manresa y, actualmente, imparte los grados universitarios de Enfermería, Fisioterapia, Logopedia, Podología, Administración y dirección de empresas (ADE) y Educación Infantil. La firma de un acuerdo de federación con la Fundación Universitaria Balmes, el 30 de enero de 2014, convirtió la Fundación Universitaria del Bages en la sede del campus Manresa (UManresa) de la Universidad de Vic - Universidad Central de Cataluña.
UManresa acoge diferentes centros y servicios que completan y dan valor a los estudios de grado. Por un lado, la Clínica Universitaria, un equipamiento con doble función asistencial y docente, es el entorno en el cual los estudiantes de Ciencias de la Salud adquieren habilidades teoricopracticas ligadas a su profesión, tanto en aulas de simulación como partir de la observación de los profesionales que  trabajan. Por otro lado, el Centro Internacional de Simulación y Arte Rendimiento Clínico (CISARC) utiliza la metodología de la simulación en la formación y entrenamiento de los profesionales de la salud: desde la formación de pregrado y los ciclos formativos de la rama sanitaria a la formación universitaria de posgrado o la formación continuada de los profesionales. También cuenta con el Lab 0-6, un espacio para el descubrimiento, investigación y documentación para la educación científica a las primeras edades, un recurso dirigido por los estudios de Educación Infantil. Finalmente, también dispone de un Campus Profesional, en el marco del cual imparte ciclos formativos de grado superior en modalidad dual. Actualmente, hay en funcionamiento el de Técnico Superior en Prótesis Dentales. Como campus #Manresa del Centro Internacional de Formación Continua de la Universidad de Vic - Universidad Central de Cataluña también tiene una oferta propia de másteres, posgrados y cursos de especialización.
El campus FUB alcanza más de 20.000m2, a lo largo de la avenida Universitaria. Cuenta con tres edificios: el edificio FUB, suyo principal de la institución, donde hay, además de los servicios administrativos y académicos, el aulario convencional; el edificio CU+, donde se encuentra la Clínica Universitaria y los espacios para la formación teoricopràctica y la simulación clínica de los estudios de Ciencias de la Salud; y el edificio FUB2, que acoge el Lab 0-6 y el aulario y los laboratorios del ciclo formativo de grado superior en prótesis dentales.
La inserción laboral de los diplomados de los estudios de la FUB se situó en:
- el 97 % (en las promociones de los cursos 2005/2006 y 2006/2007)[3]
- el 88 % (en las promociones de los cursos 2007/2008 y 2008/2009)[4]
- el 84 % (en las promociones de los cursos 2009/2010 y 2010/2011)[5]
- el 92,1 % (en la promoción del curso 2012/2013)[6]
- el 96 % (en la promoción del curso 2013/2014)[7]

La FUB forma parte, junto con la UOC, la UPC y la Universidad Internacional de Cataluña UIC, del Campus Universitario de Manresa, en el marco del cual los cuatro centros comparten equipamientos cómo la Biblioteca del Campus Universitario de Manresa (BCUM) y la residencia de estudiantes.

## Historia
La Fundación Universitaria del Bages se constituye el octubre de 1986, pero no inicia su actividad hasta mayo del 1990, coincidiendo con la puesta en funcionamiento de la Escuela Universitaria de Enfermería. A lo largo de su trayectoria, ha ido incorporando diferentes titulaciones universitarias. En el terreno de las Ciencias de la Salud, imparte Enfermería, desde el 1990, Fisioterapia desde el 1998, Podología, desde el 1999, y Logopedia, desde el 2001. En el de las Ciencias Sociales, imparte estudios de Administración y dirección de empresas (ADE), recogiendo la tradición de los estudios de Ciencias Empresariales que ha ofrecido ininterrumpidamente desde el 1993, y de Educación Infantil, desde el 2009. Del 1994 al 2002, también impartió estudios de Gestión y Administración Pública. Hasta el 2014, la FUB fue un centro con todos los estudios adscritos a la Universidad Autónoma de Barcelona (UAB), excepto los de Gestión y Administración Pública, que lo habían estado a la Universidad Pompeu Fabra. A partir del 2015, la FUB se convierte en un centro federado de la Universidad de Vic - Universidad Central de Cataluña y sede del campus Manresa de esta universidad, mientras inicia la desadscripció progresiva de sus estudios de la UAB.

### Creación del campus UManresa
El 25 de abril de 2013, los dos alcaldes y presidentes de los patronatos de las fundaciones universitarias Bages y Balmes, Valentí Junyent y Josep Maria Villa de Abadal, firmaron un acuerdo para la creación de una estructura universitaria federada, en presencia del secretario de Universidades e Investigación, Antoni Castellà. El documento comprometía a las dos instituciones en explorar las diferentes posibilidades de cooperación y a buscar las vías para dar forma en un proyecto conjunto. Nueve meses más tarde, el 30 de enero de 2014, el Parlamento de Cataluña acoge la firma del contrato federativo que formaliza la relación entre las dos fundaciones e identifica espacios de colaboración y proyectos de futuro comunes. El acto contó con la participación de los alcaldes de Manresa y Vic, Junyent y Villa de Abadal, del consejero de Universidades, Investigación y Sociedad de la Información, Andreu Mas-Culell, del secretario de Universidades e Investigación, Antoni Castellà y del rector de la Universidad de Vic - Universidad Central de Cataluña, Jordi Montaña. Apenas unos días antes, el 22 de enero, el pleno del Parlamento había aprobado, junto con la ley de acompañamiento de los presupuestos, el cambio de nombre de la Universidad de Vic por el de Universidad de Vic – Universidad Central de Cataluña.

## La Clínica Universitaria
La Clínica Universitaria (CU+) es un centro sanitario especializado en Fisioterapia, Podología y Logopedia. También dispone de servicio de dietética y nutrición, de asesoramiento psicológico y de asesoramiento psicopedagógico para niños. Ofrece atención privada a la población en general y, también, a través de conciertos y convenios de colaboración con instituciones diferentes. Una parte de los profesionales de la CU+ son profesores de los estudios de Ciencias de la Salud de la Fundación Universitaria del Bages (FUB) que combinan la docencia con la práctica asistencial. El equipo se completa con titulados de la misma FUB que han sido seleccionados entre los mejores expedientes académicos y personales. Por otro lado, la CU+ ofrece espacios para la simulación y la actividad práctica de los estudios de Ciencias de la Salud de la FUB, tanto de grado como de posgrado. Es un valor añadido a la formación profesional que reciben los estudiantes.
La Clínica Universitaria dispone de unidades de especialización en las cuales trabajan de manera coordinada e interdisciplinaria diferentes profesionales. Actualmente,  funcionan tres: la de cirugía podològica (con podòlegs y anestesista), la de voz cantada y hablada (con logopedas, médico otorrinolaringòleg y fisioterapeuta)  y la de salud y deporte (con fisioterapeuta, dietista, podòleg y psicólogo).

## El CISARC
El Centro de Innovación en Simulación (CISARC) es un programa de aceleración de aprendizajes y experiencias innovadoras en el ámbito clínico. Ubicado en el campus Manresa de la Universidad de Vic - Universidad Central de Cataluña, lleva a cabo formación y entrenamiento a profesionales de la salud, desde el nivel de pregrado al de grado, posgrado y formación continua. Trabajo en tres líneas principales de actuación: el desarrollo de equipos de alto rendimiento clínico, la innovación clínica y el apoyo a la investigación aplicada y la consultoría y desarrollo de proyectos. Utiliza las instalaciones de la Clínica Universitaria, donde dispone más de 1.000m2 útiles para la práctica de la simulación clínica, con quirófano acreditado y homologado, UCI, sala de reanimación, habitaciones hospitalarias, consultorio polivalente, simuladores de alta y baja complejidad con aparellatge y tecnología sanitaria, equipos audiovisuales de grabación, conectados a diferentes aulas de formación para un visionado en directo o videoconferencia de telemedicina y espacio para recrear situaciones de emergencia extrahospitalària.

## Lab 0-6
El Lab 0-6 es un centro de formación e investigación para la educación científica a las primeras edades impulsado por los estudios de Educación Infantil de la Facultad de Ciencias Sociales de Manresa de la Universidad de Vic - Universidad Central de Cataluña. Sus actividades se dirigen a los niños de hasta 6 años, sea en grupos de escolares sea con las respectivas familias. También ofrece formación en didáctica de la ciencia para profesionales de la educación y para los estudiantes de magisterio.

## Campus Profesional UManresa
El Campus Profesional UManresa imparte formación profesional superior en un entorno universitario. Forma parte del Campus Profesional de la Universidad de Vic - Universidad Central de Cataluña, con la cual comparte criterios y metodología: su oferta se centra en ciclos formativos de grado superior de especialidades impartidas por la universidad, en colaboración con los agentes implicados del entorno y a partir de la formación dual, muy conectada con el mundo de la empresa. El Campus Profesional UManresa ofrece el CFGS de Prótesis Dentales, el CFGS de Educación Infantil especializado en ciencia y experimentación, y el CFGS de Administración y Finanzas especializado en gestión deportiva.